# Dennis Ritchie
Dennis MacAlistair Ritchie (Bronxville, 9 de setembro de 1941 – Berkeley Heights, 12 de outubro de 2011) foi um cientista da computação estadunidense, notável pela sua influência em linguagens de programação como ALTRAN, B, BCPL e C, e em sistemas operacionais como o Multics e o UNIX.
Nascido em Bronxville, Nova Iorque, Ritchie formou-se em física e matemática aplicada pela Universidade de Harvard. Em 1967 começou a trabalhar no Centro de Investigação de Ciências Computacionais dos laboratórios Bell. Foi chefe do Departamento de Investigação de Software de Sistemas da Lucent Technologies. Em 1983, ele e Ken Thompson receberam o Prêmio Turing "pelo seu desenvolvimento de teoria de sistemas operacionais genéricos e especialmente pela sua implementação do sistema operacional UNIX".

## C e UNIX
Ao perguntarem-lhe sobre o que lhe influenciou a desenvolver a linguagem C da maneira que ele a fez, Ritchie teria respondido que "parecia a coisa certa a ser feita" e que qualquer pessoa que se encontrasse na mesma altura e no mesmo lugar que ele teria feito a mesma coisa. Um dos seus colegas dos laboratórios Bell, Bjarne Stroustrup, que desenvolveu e projectou a linguagem C++, uma versão da linguagem C mais vocacionada para a programação orientada a objetos, supostamente disse que "se o Dennis tivesse optado por dedicar-se naquela década à matemática esotérica, o UNIX teria sido um natimorto." Certamente, sendo o inventor da linguagem de programação C e o coinventor (juntamente com Ken Thompson) do sistema operacional UNIX, Ritchie ganhou um lugar importante na história da indústria informática. A linguagem C continua a ser largamente utilizada no desenvolvimento de aplicações e sistemas operacionais e a sua influência pode ser vista em linguagens de programação mais recentes, tais como C++, Java, C#, PHP e JavaScript.
No mundo dos sistemas operacionais, o UNIX é também muito influente. A partir da linguagem C foram desenvolvidos vários sistemas operacionais inspirados do UNIX sistemas ditos unix-like. Até a Microsoft, cujo sistema operacional Windows compete com o UNIX, desenvolveu ferramentas de compatibilidade de UNIX e compiladores de C para desenvolvedores dos seus produtos.

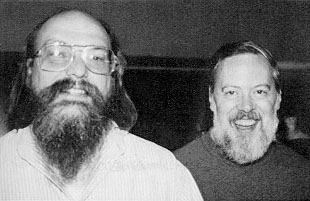
Ken Thompson e Dennis Ritchie em 1984

## Alcunhas
Dennis Ritchie era frequentemente referido como "DMR" em vários grupos de discussão da Usenet (tais como comp.lang.c); ele era o "R" do K&R.

## Prêmios
Em 1983, Ritchie e Thompson receberam o Prêmio Turing "pelo desenvolvimento da teoria de sistemas operativos genéricos e especialmente pela sua implementação do sistema operativo UNIX". A palestra de Ritchie no Prêmio Turing foi intitulada "Reflexões sobre Pesquisa de Software". Em 1990, ambos Ritchie e Thompson receberam a Medalha Richard W. Hamming do Instituto de Engenheiros Eletricistas e Eletrônicos (IEEE), "pela originação do sistema operacional UNIX e da linguagem de programação C".
Em 1997, ambos Ritchie e Thompson foram feitos Fellows do Museu da História do Computador, "pela co-criação do sistema operacional UNIX e pelo desenvolvimento da linguagem de programação C".
Em 21 de abril de 1999, Thompson e Ritchie receberam juntamente a Medalha Nacional de Tecnologia e Inovação de 1998 do Presidente Bill Clinton por co-inventar o sistema operacional UNIX e a linguagem de programação C que, de acordo com a citação da medalha, "levou a enormes avanços em hardware, software e sistemas de rede e estimulou o crescimento de toda uma indústria, aumentando assim a liderança americana na era da informação".
Em 2005, o Instituto de Pesquisa Industrial premiou Ritchie com sua medalha de Prêmio de Conquista em reconhecimento por sua contribuição à ciência e tecnologia e a sociedade em geral com o desenvolvimento do sistema operacional UNIX.
Em 2011, Ritchie, juntamente com Thompson, recebeu o Prêmio Japão de Comunicação e Informação por seu trabalho no desenvolvimento do sistema operacional UNIX.

## Morte
Dennis Ritchie foi encontrado morto em 12 de outubro de 2011, aos 70 anos, em sua casa em Berkeley Heights, Nova Jersey, onde ele vivia sozinho. A primeira notícia de sua morte veio de seu ex-colega, Rob Pike. A causa e a hora exata da morte não foram divulgados. Ele tinha uma saúde frágil após vários anos de tratamento para câncer de próstata e doenças cardíacas. Sua morte, que veio uma semana depois da morte de Steve Jobs, não recebeu nenhuma cobertura da mídia.

## Legado
Após a morte de Ritchie, o historiador da computação Paul E. Ceruzzi declarou:
Ritchie estava abaixo do radar. O nome dele não era um nome familiar, mas... se você tivesse um microscópio e pudesse olhar um computador, você veria o trabalho dele em toda parte.
Em uma entrevista pouco após a morte de Ritchie, o colega de longa data Brian Kernighan disse que Ritchie nunca esperava que C fosse tão significativo. Kernighan disse ao The New York Times que "As ferramentas que Dennis construiu - e seus descendentes diretos - controlam praticamente tudo hoje em dia". Kernighan lembrou aos leitores a importância do papel que o C e o Unix desempenharam no desenvolvimento de projetos posteriores de alto nível, como o IPhone. Seguiram-se outros testemunhos da sua influência.
Refletindo sobre sua morte, um comentarista comparou a importância relativa de Steve Jobs e Ritchie, concluindo que "o trabalho [de Ritchie] desempenhou um papel fundamental na promoção da revolução tecnológica dos últimos quarenta anos - incluindo a tecnologia sobre a qual a Apple continuou a construir sua fortuna". Outro comentarista disse: "Ritchie, por outro lado, inventou e co-inventou duas tecnologias de software chave que compõem o DNA de efetivamente cada produto de software de computador que usamos direta ou indiretamente na era moderna. Parece uma afirmação radical, mas realmente é verdade". Outro disse, "muitos em ciência da computação e áreas afins sabiam da importância de Ritchie para o crescimento e desenvolvimento de, bem, tudo a ver com computação,...".
A distribuição Linux Fedora 16, que foi lançada cerca de um mês depois que ele morreu, foi dedicada à sua memória. FreeBSD 9.0, lançado em 12 de janeiro de 2012, também foi dedicado em sua memória.

## Trabalhos notáveis
- Linguagem de programação B

- Linguagem de programação C na qual muitas linguagens e tecnologias usadas atualmente são baseadas.
- Unix, um sistema operacional multiusuário. Vários workalikes (comumente referidos como sistemas semelhantes ao Unix) foram desenvolvidos com base no design do Unix. Alguns deles seguem os padrões POSIX, novamente baseados no Unix.

## Livros
- Unix Programmer's Manual (1971)
- The C Programming Language (as vezes referida como K&R; 1978 com Brian Kernighan)[30] (No Brasil: C - A Linguagem de Programação - Ed. Campus, 1986)

## Publicações e trabalhos acadêmicos
Ritchie foi o autor ou colaborador de cerca de 50 artigos acadêmicos, livros e livros didáticos e que tiveram mais de 15 000 citações.
Aqui estão algumas de suas obras mais citadas:
- The C programming language, BW Kernighan, DM Ritchie, Prentice Hall, Englewood Cliffs, New Jersey (1978)[32]
- Programming languages, D Ritchie (1978)[33]
- The UNIX time-sharing system, DM Ritchie, K Thompson, Classic operating systems, 195-220 (2001)[34]
- Advanced programming in the UNIX environment, WR Stevens, SA Rago, DM Ritchie, Addison-Wesley (1992, 2008)[35]